# Сутичка (фільм, 1972)
«Сутичка» — радянський художній фільм 1972 року, знятий на Одеській кіностудії.

## Сюжет
Сюжет оповідає про подальшу долю радянського розвідника Крафта — головного героя фільму «Повість про чекіста», що діяв у фашистському тилу в останні дні війни. На цей раз під ім'ям інженера Груббе він, діючи в портовому суднобудівному заводі, повинен дістати і передати в центр секретні креслення нового підводного човна під кодовою назвою «Вальтер». Проходить чимало часу, перш ніж йому ціною свого життя вдається отримати доступ до секретів Третього Рейху…

## У ролях
- Лаймонас Норейка — Груббе
- Людмила Чурсіна — Ханна Еккерт
- Юрій Яковлєв — Іоахім
- Борис Іванов — фон Ербах
- Гедимінас Карка — Лемке
- Улдіс Лієлдіджс — Коблер
- Костянтин Желдін — майор Крафт
- Раїса Луньова — секретар Ербаха
- Вітаутас Ейдукайтіс — начальник відділу секретної документації

## Знімальна група
- Сценарист: Олександр Лапшин
- Режисер-постановник: Степан Пучинян
- Оператор-постановник: Геннадій Карюк
- Композитори: Євген Геворгян, Андрій Геворгян
- Художник-постановник: Валентин Гідулянов
- Звукооператор: Ігор Скіндер
- Редактор: Василь Решетников
- Режисери: Іван Горобець, Г. Чернишова
- Режисер монтажу: Ельвіра Сєрова
- Художник по костюмах: Н. Акімова
- Художник-гример: Володимир Талала
- Комбіновані зйомки: А. Гоменюк
- Директор картини: Олег Галкін